# Pita (pão)
Para outros significados de pita, ver Pita (desambiguação)
Pita, pão sírio ou pão árabe (khubz adi ou khubz arabi em língua árabe) é um pão de trigo tipo “envelope”, um pão folha que pode ser recheado e consumido como um sanduíche. É popular em todos os países que resultaram do colapso do Império Otomano e também nos países ocidentais que albergam uma população importante do Médio Oriente, Turquia ou países vizinhos. "Khobz" ou “khubz” são os termos gerais em língua árabe para designar qualquer tipo de pão.
O nome parece ter origem numa antiga palavra grega com o significado de “sólido”, mas na língua grega moderna, o sufixo “pita” aparece em muitas palavras que designam alimentos recheados, como kasseropita, o pastel recheado de “kasseri”, um tipo de queijo, tiropita, com queijo e ovo,  ou spanakopita, recheada de espinafre.
O pão pita é feito com levedura, normalmente ativada com uma pequena quantidade de açúcar, e pode ser redondo ou oval e de tamanho variável. O livro de culinária “Kitab al-Tabikh” de ibn Sayyar al-Warraq, inclui seis receitas de pão, e em todas o pão era assado num “tannur”, que é o antepassado do moderno tandur.
No Brasil, o pão árabe ou sírio foi trazido no início do século XX pelos imigrantes sírio-libaneses, e é a base da receita do beirute: pão sírio, rosbife ou lagarto fatiado, queijo, alface, rodelas de tomate e um ovo frito.